# Corydalis capillipes
Corydalis capillipes är en vallmoväxtart som beskrevs av Adrien René Franchet. Corydalis capillipes ingår i släktet nunneörter, och familjen vallmoväxter. Inga underarter finns listade i Catalogue of Life.